# Denise Holzkampová
Denise Holzkampová (* 4. července 1973) je bývalá německá sportovní šermířka, která se specializovala na šerm kordem. Německo reprezentovala v devadesátých letech a v prvním desetiletí jednadvacátého století. V roce 2000 byla členkou německého olympijského týmu jako náhradnice družstva kordistek. V roce 1998 obsadila druhé místo na mistrovství světa a v roce 1999 obsadila třetí místo na mistrovství Evropy v soutěži jednotlivkyň. S německým družstvem kordistek vybojovala v roce 1998 titul mistryň Evropy.